# Algoritmo de búsqueda
Un algoritmo de búsqueda es un conjunto de instrucciones que están diseñadas para localizar un elemento con ciertas propiedades dentro de una estructura de datos; por ejemplo, ubicar el registro correspondiente a cierta persona en una base de datos, o el mejor movimiento en una partida de ajedrez.
La variante más simple del problema es la búsqueda de un número en un vector.

## Búsqueda informada vs no informada
Un problema típico de la inteligencia artificial consiste en buscar un estado concreto entre un conjunto determinado, al que se le llama espacio de estados. Imaginemos, por ejemplo, una habitación con baldosines en la que hay un libro. Un robot se desea desplazar por la habitación con el fin de llegar a dicho libro. ¿De qué manera lo hará? En este punto es donde entran en juego las estrategias y los algoritmos de búsqueda.
Cuando el sistema agente (en este caso, el robot) posee algún tipo de información del medio, se utilizan técnicas de búsquedas informadas; sin embargo, si carece de conocimiento alguno, se deberán emplear algoritmos de búsqueda no informadas. En nuestro ejemplo, y para este último caso, podemos imaginar un robot que no posea ningún tipo de visión artificial, que únicamente sea capaz de moverse en horizontal o vertical de un baldosín a otro y detectar si en el baldosín se halla el libro.

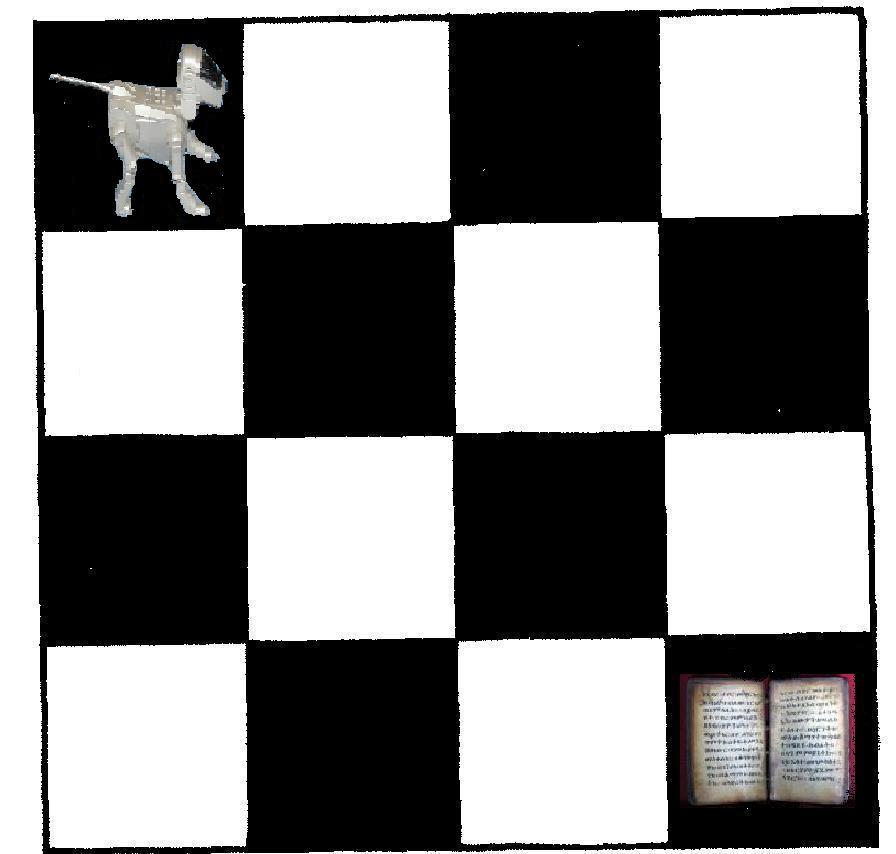

De esta forma, los algoritmos de búsqueda pueden ser:
- Algoritmos no informados o ciegos: en general más ineficientes en tiempo y memoria que otros métodos.
- Algoritmos informados 
  - Algoritmos heurísticos: destacan las Búsquedas Primero el Mejor (Algoritmo voraz o Greedy y Algoritmo de búsqueda A*) y de Mejora Iterativa (Algoritmo Escalada Simple -Hill Climbing- y Escalada por Máxima Pendiente)
  - Algoritmos de Búsqueda con adversario: destacan el Minimax y el Poda alfa-beta.

## Búsqueda secuencial
Consiste en ir comparando el elemento a buscar con cada elemento del vector hasta encontrarlo o hasta que se llegue al final, esto hace que la búsqueda sea secuencialmente (de ahí su nombre). La existencia se puede asegurar cuando el elemento es localizado, pero no podemos asegurar la no existencia hasta no haber analizado todos los elementos del vector. Se utiliza sin importar si el vector está previamente ordenado o no. A continuación se muestra el pseudocódigo del algoritmo:
```
Datos de entrada:

  vec: vector en el que se desea buscar el dato 
  tam: tamaño del vector. Los subíndices válidos van desde 0 hasta tam-1 inclusive. Puede representarse así:  
vec[0...tam) o vec[0...tam-1]
.
  dato: elemento que se quiere buscar.

Variables

  pos: posición actual en el vector

pos = 0
while pos < tam:
  if vec[pos] == dato: 
      Retorne  
verdadero
 y/o 
pos
, 
  else:
     pos = pos + 1
Fin (while)
Retorne 
falso
,
```

- C

```
int
 
busquedaSimple
(
int
  
vector
[
n
],
 
int
 
n
,
 
int
 
dato
)
 
{

    
int
 
i
;

    
for
(
i
=
0
;
 
i
<
n
;
 
i
++
){

        
if
(
dato
==
vector
[
i
])
 
{

            
return
 
i
;

        
}

    
}

    
return
 
-1
;

}

```

## Búsqueda dicotómica (binaria)
Se utiliza cuando el vector en el que queremos determinar la existencia de un elemento está previamente ordenado. Este algoritmo reduce el tiempo de búsqueda considerablemente, ya que disminuye exponencialmente el número de iteraciones necesarias. En el peor de los casos el número máximo de comparaciones es {\textstyle \lfloor \log _{2}n+1\rfloor }, donde {\displaystyle n} es el número de los elementos en el vector. Por ejemplo, en uno conteniendo 50.000.000 elementos, el algoritmo realiza como máximo 26 comparaciones.
Para implementar este algoritmo se compara el elemento a buscar con un elemento cualquiera del vector (normalmente el elemento central): si el valor de este es mayor que el del elemento buscado se repite el procedimiento en la parte del vector que va desde el inicio de este hasta el elemento tomado, en caso contrario se toma la parte del vector que va desde el elemento tomado hasta el final. De esta manera obtenemos intervalos cada vez más pequeños, hasta que se obtenga un intervalo indivisible. Si el elemento no se encuentra dentro de este último entonces se deduce que el elemento buscado no se encuentra en todo el vector.
A continuación se presenta el pseudocódigo del algoritmo, tomando como elemento inicial el elemento central del vector.
```
Datos de entrada:

  vec: vector en el que se desea buscar el dato
  tam: tamaño del vector. Los subíndices válidos van desde 0 hasta tam-1 inclusive.
  dato: elemento que se quiere buscar.

Variables

  centro: subíndice central del intervalo
  inf: límite inferior del intervalo
  sup: límite superior del intervalo

inf = 0
sup = tam-1

Mientras inf <= sup:
  centro = ((sup - inf) / 2) + inf // División entera: se trunca la fracción
  Si vec[centro] == dato devolver 
verdadero
 y/o 
pos
, de lo contrario:
   Si dato < vec[centro] entonces:
    sup = centro - 1
   En caso contrario:
    inf = centro + 1
Fin (Mientras)
Devolver 
Falso
```

- C

```
int
 
busquedaBinaria
(
int
  
vector
[],
 
int
 
n
,
 
int
 
dato
)
 
{

   
int
 
centro
,
inf
=
0
,
sup
=
n
-1
;

   
while
(
inf
<=
sup
){

      
centro
=
((
sup
-
inf
)
/
2
)
+
inf
;

      
if
(
vector
[
centro
]
==
dato
)
       
return
 
centro
;

      
else
 
if
(
dato
 
<
 
vector
[
centro
])
 
sup
=
centro
-1
;

      
else
                           
inf
=
centro
+
1
;

   
}

   
return
 
-1
;

}

```

Implementación recursiva en C++
- C++

```
 
#include
 
<vector>

 
bool
 
busqueda_dicotomica
(
const
 
vector
<
int
>
 
&
v
,
 
int
 
principio
,
 
int
 
fin
,
 
int
 
&
x
){

     
bool
 
res
;

     
if
(
principio
 
<=
 
fin
){

         
int
 
m
 
=
 
((
fin
 
-
 
principio
)
/
2
)
 
+
 
principio
;

         
if
(
x
 
<
 
v
[
m
])
 
res
 
=
 
busqueda_dicotomica
(
v
,
 
principio
,
 
m
-1
,
 
x
);

         
else
 
if
(
x
 
>
 
v
[
m
])
 
res
 
=
 
busqueda_dicotomica
(
v
,
 
m
+
1
,
 
fin
,
 
x
);

         
else
 
res
 
=
 
true
;

     
}
else
 
res
 
=
 
false
;

     
return
 
res
;

 
}

 
/*{Post: Si se encuentra devuelve true, sino false}*/

```

Implementación recursiva en Python
- Python

```
def
 
busquedaBinaria
 
(
numeros
,
 
inicio
,
 
fin
,
 
elemento
):

    
if
 
(
inicio
 
==
 
fin
):
 
return
 
numeros
 
[
inicio
]
 
==
 
elemento

    
    
centro
 
=
 
((
fin
 
-
 
inicio
)
 
//
 
2
)
 
+
 
inicio

    
    
if
 
(
elemento
 
<
 
numeros
 
[
centro
]):

        
return
 
busquedaBinaria
 
(
numeros
,
 
inicio
,
 
centro
 
-
 
1
,
 
elemento
)

    
    
elif
 
(
elemento
 
>
 
numeros
 
[
centro
]):

        
return
 
busquedaBinaria
 
(
numeros
,
 
centro
 
+
 
1
,
 
fin
,
 
elemento
)

    
    
else
:
 
return
 
True

def
 
busqueda
 
(
numeros
,
 
elemento
):

    
if
 
(
numeros
 
==
 
None
)
 
or
 
(
numeros
 
==
 
[]):

        
return
 
False

    
    
else
:
 
return
 
busquedaBinaria
 
(
numeros
,
 
0
,
 
len
 
(
numeros
)
 
-
 
1
,
 
elemento
)

```

Implementación recursiva en Python3
- Python

```
def
 
bin
(
a
,
x
,
low
,
hi
):

    
ans
 
=
 
-
1
    
    
if
 
low
==
hi
:
 
ans
 
=
 
-
1

    
else
:
 
        
mid
 
=
 
(
low
+
((
hi
-
low
)
//
2
))
        
        
if
   
x
 
<
 
a
[
mid
]:
 
ans
 
=
 
bin
(
a
,
x
,
low
,
mid
)

        
elif
 
x
 
>
 
a
[
mid
]:
 
ans
 
=
 
bin
(
a
,
x
,
mid
+
1
,
hi
)
  
        
else
:
    
ans
 
=
 
mid

    
return
 
ans
    

# Así se hace el llamado: print(bin(Lista, numero_a_buscar, 0, len(Lista)))

# Retorna el índice que coincide con 'numero_a_buscar', si no está retorna -1

# Tiempo: (log n)

```

Implementación iterativa en Python3
- Python

```
def
 
bin
(
a
,
 
c
):

    
ans
 
=
 
-
1

    
if
 
a
[
0
]
 
>=
 
c
:
 
ans
 
=
 
-
1

    
else
:

        
low
,
 
hi
 
=
 
0
,
 
len
(
a
)

        
while
 
low
+
1
 
!=
 
hi
:

            
mid
 
=
 
low
 
+
 
((
hi
-
low
)
//
2
)

            
if
 
a
[
mid
]
 
<
 
c
:
  
low
 
=
 
mid

            
else
:
           
hi
 
=
 
mid

            
ans
 
=
 
low
   
    
return
 
ans

# Así se hace el llamado: print(bin(lista(), numero_a_buscar))

# Retorna el índice que coincide con 'numero_a_buscar', si no está retorna -1

# Tiempo: (log n)

```